# Проскоково
Проскоково — село в Юргинском районе Кемеровской области. Административный центр Проскоковского сельского поселения.

## История
При укреплении царства в Сибири (конец XVI — начало XVII вв.) в 1604 году казаками была построена томская крепость, ставшая основой главного города территории на ближайшие века. В разные стороны от крепости создаются казацкие поселения, которые являются или полноценными острогами (как, например: Уртамский, Убинский, Бердский, Кузнецкий, Мелесский, Кетский и другие), или засеками. Кроме обороны и раннего предупреждения о нападении племён кочевников (в числе которых: енисейские кыргызы, сибирские «чёрные калмыки» и ойраты, изредка — китайские джунгары) данные пункты несут задачу обеспечения города пищевым продовольствием и фуражом для конницы. При этом на левобережье реки Томи продолжают жить сибирские (томские) татары, защита которых от уничтожения кочевниками возложена на Томск.
На месте современного Проскокова в 1691 году была основана станица Киндерепская, созданная представителями томского гарнизона пешим казаком Василием Лузиным и конным казаком Игнатием Томиловым. Селение, расположенное на левобережных томских лугах, было основано на речке Кандереп в 76 верстах от Томска. Название первоначально шло от названия реки, которое в то время произносилось как «Киндереп». В списке деревень историка Миллера в 1734 году здесь было указано селение под названием Томилово — по фамилии одного из основателей деревни. Впервые название деревни как Проскоково в архивных документах фиксируется в 1763 году, — по фамилиям семей Проскоковых: в 1816 году в деревне учтено 7 семей Проскоковых из 18 всех семей деревни. Селение с XVIII и до начала XX века относилась к волостям Томского уезда.
Проскоково лежало на Сибирском (Московско-Иркутском) тракте, который здесь совпадал с Томско-Барнаульским трактом. К 1863 году в Проскоково появились почтовая станция и православная церковь Во Имя Святой Троицы. Селение получило статус села. Вскоре здесь сельским сходом было решено образовать Проскоковскую волость и в селе были сформированы органы власти и местного (земского) самоуправления.
По Сибирскому тракту шли в глубины края также этапы каторжан, в селе был построен тюремный этапный острожек.
Бурному экономическому (буржуазно-купеческому) развитию Сибири со второй половины XIX и до начала XX века способствовала также Столыпинская аграрная реформа, которая дала больше экономической свободы сибирским крестьянам, а также привлекла в значительных объёмах переселение на плодородные земли семей русских крестьян из губерний Центральной, Южной и Белорусской России. В селе появилась лечебница, в которой работало 3 человека, в том числе: врач Игнатьев, Александра Саечкова (Кошкарова) и санитар. Квалифицированному медицинскому обслуживанию помогло создание в соседнем Томске в 1878 году первой в Сибири школы по подготовке медицинских и ветеринарных фельдшеров и принятие в 1884 году проекта обеспечения медицинскими работникам сельского населения Томской губернии.
В июле 1868 года, во время своей поездки по Сибири и Дальнему Востоку, сельский храм посетил Великий князь Владимир Александрович, сын императора Александра II и брат императора Александра III. Великий князь не просто остановился тогда в Проскокове, но ещё и отмечал здесь день своего тезоименитства. По столь торжественному случаю в Троицком храме был отслужен благодарственный молебен, который совершили прибывшие из Томска Преосвященный епископ Алексий (Новосёлов) и архимандрит Моисей (Рыбальский), ректор Томской губернской духовной семинарии. Это было первое архиерейское служение на проскоковской земле. На богослужении также присутствовали генерал-губернатор всех сибирских земель, а также томский губернатор, знать и местные именитые купцы. После окончания службы владыка Алексий преподнёс великому князю образ его небесного покровителя — равноапостольного князя Владимира.
К 1904 году, к началу Русско-японской войны и накануне Первой русской революции, Проскоково являлось крупным селом в 110 дворов, за которыми было закреплено 7728,956 десятин наделов земли. В селе имелись: большая православная церковь, сельское училище, земская станция с управителем, хлебозапасный магазин, четыре торговых лавки и больница, в которой работали участковый врач, два фельдшера и повитуха. Действовала волостная власть и располагался полицейский участок.
События революционного 1917 года в период до ноября практически не изменили уклад жизни села. В ноябре власть в Томске, уезде и губернии была захвачена Красной гвардией и стала представлять собой диктатуру партии большевиков. В конце мая 1918 года большевистские руководители оставили Томск, уйдя на пароходах на север по Оби. С первых дней мая 1918 года власть оказалась в руках правительства Сибирского областничества, ещё через два дня по всей территории Сибири и Урала вдоль Транссиба произошёл окончательный антибольшевистский мятеж частей пленённого в Первую мировую войну чехословацкого корпуса, принявшего сторону белых. В стране, в Сибири разгорелась Гражданская война. С осени 1918 власть перешла к военному правительству адмирала А.В. Колчака.
С августа 1918 белые в достаточно жёстких формах (несколько раз — с рейдами карательной мобилизационной команды) неоднократно проводили мобилизации мужского населения в солдаты Сибирской армии, впервые формирование которой происходило в Томске, Ново-Николаевске, Омске и Барнауле. Сопротивление части крестьян колчаковщине приняло характер актов краснопартизанской войны. В селе красными партизанами стали Егор Иванович Егоров, Яков Михайлович Свиридов, Яков Максимович Лузин, Яков Андреевич Савельев, Алексей Иванович Гитов, Пётр Васильевич Проскоков и другие. Осенью 1919 года на Урале Первая и Вторая Сибирские армии Колчака были разгромлены силами 5-й армии РККА Советской России (Р.С.Ф.С.Р.). C этого момента колчаковцы начали отступление и окончательно были разгромлены в январе 1920 года в районе Байкала. Без сражений Красная армия в декабре 1919 взяла Омск и Ново-Николаевск, в последние дни 1919 года приняла капитуляцию войск белых в Томске, заняла Тайгу, Кузнецк, Красноярск и другие города
С января 1920 года, под управлением юргинской территориальной организации РКП(б) и уполномоченных представителей Сибревкома, в Проскокове формируются новые органы советской власти. Сначала Сибревком утвердил создание Проскоковского большевистского волостного военно-революционного комитета (волревкома) — переходного органа власти и военного управления. В течение первых же месяцев на смену волревкому пришли Юргинский райком РКП(б)
(межволостной орган политического управления), волостной и сельский Советы крестьянских, рабочих и красноармейских депутатов, были образованы волостной исполком, волостной военкомат, волостной отдел милиции, волостной суд.
Первым председателем сельского совета был Григорий Борисович Асанов, председателем ревкома — Фёдор Григорьевич. Сведения о людях, занимавших пост председателя волостного совета и волостного исполкома, не сохранились.
В селе начали организовывать новые формы ведения сельского хозяйства, уже в 1920 году в Проскокове организовали ТОЗ — товарищество (коммуна) по обработке земли. Первыми коммунарами были Феденёв Тимофей, Лузин Пётр, Асанов Павел и Демидчин Андрей. В то же время бедные крестьяне Кунгуров Осип и Демидгин Гавриил организовали промысловую артель «Рыбак Сибири». В этом же 1920 году образовалось и кредитно-кооперативное общество. В 1924—1925 годах в селе появился первый радиоприёмник, транслировавший передачи из Томска. Его установил и запустил в работу заведующий клубом Неробов.
В начале 1923 года решением Сибревкома была создана укрупнённая Юргинская волость Томского уезда. Органы волостной власти в Проскокове были упразднены, село оставалось лишь административным центром Проскоковского сельсовета. В конце того же 1923 года в деревне Александровка Проскоковского сельсовета родился будущий Герой Советского Союза Александр Петрович Максименко.
В 1924 году началась, а весной 1925 года в Сибири была проведена реформа укрупнения волостей, а затем реформа районирования: в пределах прежних юрисдикций райкомов РКП(б) создавались новые советские административно-территориальные единицы. Подлежали упразднению все прежние волости, уезды и губернии. Низшим, первичным органом власти окончательно становились сельсоветы — как правило, в крупном селе, объединяя несколько окрестных мелких сёл и деревень. Сельсоветы входили в структуру районов — основного органа государственного административно-территориального устройства. На неопределенный срок временно, в целом в границах прежних уездов, образовывались объединения районов — округа. По решению Сибревкома. в мае 1925 года образован Сибирский край со столицей в Новосибирске. До 1930 года Проскоковский сельсовет относился к Юргинскому району Томского округа Сибирского края.
В 1930—1937 годах, после ещё одной территориальной реформы, Проскоково относилось к Томскому округу Западно-Сибирского края.
В 1937 году закончился для Проскокова период его административного подчинения Томску: при новой реформе Западно-Сибирский край и его округа были упразднены, а село и район стали относиться к Новосибирской области.
В 1943 году, выделением части земель восточных территорий Новосибирской области, была вновь образована Кемеровская область, к которой Проскоково относится и в настоящее время.
В 1928—1934 село испытало на себе политику раскулачивания с последующей коллективизацией.
С 1934 года в селе были организованы коллективные хозяйства (колхозы), в помощь которым была организована территориальная машинно-тракторная станция.
В годы Великой Отечественной войны на фронтах воевали многие проскоковцы, большинство из которых погибли в боях за Родину.

## Улично-дорожная сеть
Улицы: Больничная, Больничный пер., Весенняя, Зелёная, имени Павла Карякина, Кандерепский пер., Лесная сказка, Лесная, Молодёжная, Набережная, Совхозная, Сосновая, Таежная, Центральная, Школьная.
У села проходит трасса М53 — ответвление федеральной трассы Р255 «Сибирь» на Томск. Ближайший город — Юрга.

## Население
| 2010 |
| ---- |
| 1749 |

## Религия
В селе расположена православная Церковь Живоначальной Троицы. Архивировано из оригинала 13 января 2017 года., открытая освящением в 1863 году, была порушена в период политики воинствующего атеизма в 1936 году, вновь восстановлена и освящёна в 2004 году.

## Экономика
Действует крупное агропромышленное предприятие СПК «Лебяжье».

## Известные жители
В селе Проскоково жил герой Великой Отечественной войны, полный кавалер ордена солдатской Славы Павел Алексеевич Корякин (1918—1983).
Здесь родился Александр Васильевич Кажихов — советский и российский учёный в области прикладной математики, профессор Новосибирского государственного университета.

## Происхождение названия
По мнению ряда исследователей топонимов Сибири, названия Проскокова и расположенного недалеко Варюхина, как и названия тысяч других сибирских сёл и деревень, скорее всего, происходят от фамилий местных жителей-вероятных основателей данных населённых пунктов. И хотя, по данным на 1970-е годы, в числе жителей двух этих сёл Проскоковых и Варюхиных нет, в сохранившихся архивных делах
переписных книгах Томского города, датированных началом XVIII века, омечены служилый казак Иван Проскоков и оброчный крестьянин Григорий Варюхин.
Несмотря на вышеупомянутые факты, в приграничных районах Кемеровской и Томской областей, на этот счёт, бытует другая, передаваемая из уст в уста, версия:

От Томска в километрах 35 была деревня Минаево. Там у одного крестьянина Михаила зародился непутёвый сын Григорий. Был он среднего роста, такой широкоплечий, сильный, хорошо боролся. Григорий подыскал себе лошадь, что перескакивала через любую изгородь, и стал грабить около одной деревни. Двигались мимо этой деревни все богатые, от них хорошо можно было поживиться. Если купцам удавалось проскочить эту деревню, рады были, и потому назвали её Проскоково. А уж как проскочат, — спокойно ехали, останавливались и начинали обед варить. Поэтому следующая деревня стала называться Варюхино. И сейчас так зовут.
Это, не подтверждённое никакими источниками, народное предание, многим кажется правдоподобным ещё и потому, что по Московскому тракту,
на котором расположены эти сёла, действительно, издавна осуществляются перевозки различных видов товаров .